# 한때심기
한때심기는 작물을 가꿀 때 좁은 면적에 씨를 뿌렸다가 식물체가 조금 자라면 좀 더 넓은 공간에 옮겨 심고, 더 자라면 더 넓은 자리에 임시로 옮겨 심는 것을 말한다. 가식(假植)이라고도 한다.